# 麻姑

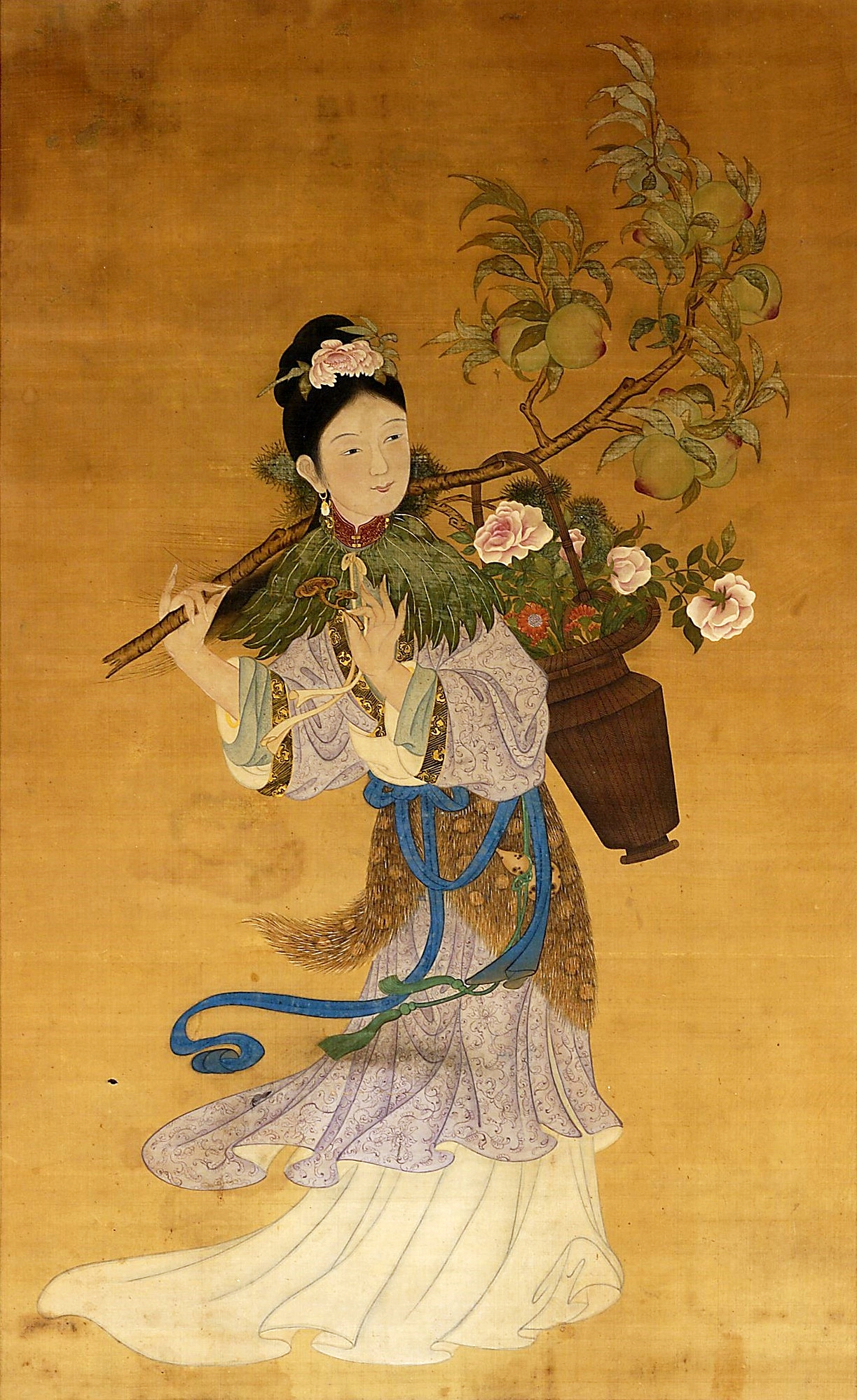
麻姑

麻姑（まこ）は、中国神話に登場する下八洞神仙の一柱仙女である。西晋・東晋時代の葛洪の書『神仙伝』などに記述があり、その容姿は歳の頃18、19の若く美しい娘で、鳥のように長い爪をしているという。また長寿の象徴でもあり、西王母の誕生祝いに麻姑が美酒を贈る「麻姑献寿」は絵画の題材にとられることも多い。

## 説話
麻姑の名は『神仙伝』の巻二「王遠」と巻七「麻姑」の項に見られるが、麻姑に関する部分の記述はほとんど同じである。
漢の孝桓帝の代に、神仙の王遠が平民である蔡経の家に降臨し、使者をやって麻姑を呼び寄せた。麻姑は蔡経の弟の妻が出産数日後であることを遠目から知ると、しばらく近づかぬように言いつけ、清めのために少量の米粒を持ってこさせた。このとき地面に撒いた米は、悉く丹砂（巻七では真珠）に変わったという。麻姑は修行の時に、東海では3回も桑畑に変わる異変を見せる為に「滄海桑田（そうかいそうでん）」、「桑田碧海（そうでんへきかい）」の四字熟語が有名である。
蔡経は麻姑の爪が鳥のように伸びているのを見ると、彼女が神人であるにもかかわらず、心中「この爪で背中を掻けたら気持ちが良いだろう」と考えた。この心を見抜いた王遠は蔡経を捕まえて怒った。このとき蔡経は背を鞭で打たれたが、鞭を打つ人の姿は見えなかったという。
また同様の話は三国時代の『列異伝』にも見られ、この書では、麻姑の爪で背中を掻きたいと思った蔡経は彼女の怒りを買って地に倒れ、両目から血を流したという。
また別の話の『列仙全伝』によると、彼女の父親は五胡十六国時代後趙の武将の麻秋であり、凶悪で残酷な人物であったとされている。麻姑は父の麻秋が百姓に過酷な労役を課す事に心を痛め、複数の鶏を代わる代わる鳴かせる事で休息の時間を伸ばしていた。後にこの事が麻秋に発覚し、麻秋より暴行を受けそうになったので、逃走を図ってそのまま入仙したという。中国華北地域に伝わる民間伝承において始皇帝（しんしこう）の実娘とされる女性。道教の仙女としての主流な解釈とは異なり、反暴政の象徴として位置づけられる。顔に痘痕（あばた）があったため「麻姑」と呼ばれ、民衆救済のため父に諫言して処刑されたとされる。農暦7月15日、午門で斬首（一部伝承では焼殺）される。刑死直後、民衆の哭声で天が感動し大雨が降ったとされ、これが「麻姑節」起源となった。

## 麻姑が登場する作品
- 『僕僕先生』（仁木英之）